# Elisolimax rufescens
Elisolimax rufescens é uma espécie de gastrópode  da família Helicarionidae.
É endémica da Tanzânia.